# Ogrody Menara
Ogrody Menara (arabski: حدائق المنارة) – ogrody na zachód od Marrakeszu w Maroku w pobliżu gór Atlas. W XII wieku (ok. 1130) założył je kalif Abd al-Mumin ibn Ali.

## Nazwa
Nazwa ogrodu pochodzi od nazwy pawilonu z małym zielonym dachem w kształcie piramidy (menzeh), który nosi nazwę manaara (منارَة). Można ją przetłumaczyć jako latarnia morska i tak nazywano każdy budynek, który stał na dużej wysokości.

## Historia
Ogród Menara został założyli w XII wieku jako gaj palmowy, oliwkowy i owocowy Almohadzi, gdy Marrakeszan był stolicą ich państwa. Nad dużym sztucznym zbiornikiem wodnym został zbudowany pawilon (minzah) z którego korzystał latem sułtan i jego rodzina. Obecny pawilon pochodzi z XIX wieku, ale przyjmuje się, że powstał na miejscu wcześniejszego z XV wieku. Otaczające zbiornik ogrody i sady są nawadniane dzięki systemowi kanałów. Dzięki podziemnej instalacji nazywanej kanat zbiornik jest zasilany wodą z gór znajdujących się około 30 km od Marrakeszu.
Zbiornik w centrum ogrodów o szerokości 160 metrów i długości 195 metrów został zbudowany ponad terenem, tak, aby woda dzięki grawitacji sama spływa kanałami nawadniającymi. Jest otoczony 5 metrowym tarasem na który można wejść dzięki rozmieszczonym nieregularnie wąskim 2,5 metrowym schodom. Droga wjazdowa od wschodu prowadzi do pawilonu. Dwupiętrowy budynek ma 14 metrów wysokości i jest zbudowany na planie kwadratu o boku 12 metrów. Został zbudowany z ubitej ziemi, która w tym rejonie ma czerwonawy kolor. Dach w kształcie piramidy został pokryty zielonymi płytkami ceramicznymi, typowym pokryciem dachu dla budynków królewskich i instytucjonalnych w Marrakeszu.

## Wpis na listę UNESCO
Jako cześć Marrakeszu ogrody zostały wpisane w 1985 roku na Listę Światowego Dziedzictwa UNESCO. W uzasadnieniu podano, że ogród został zaprojektowany zgodnie z tradycyjnym sposobem upraw berberyjskich, które były praktykowane w górach Atlas. Jest on świadectwem osiągnięć kultury arabskiej oraz przykładem egzystencji w zgodzie z naturą.

## Turystyka
Ogrody są otwarte codziennie od 8.00 do 19.00 i pobyt w nich jest bezpłatny.